# In a Heartbeat
Pour plus de détails, voir Fiche technique et Distribution.
In a Heartbeat (litt. « En un instant » ou « En un battement de cœur ») est un court-métrage d'animation romantique américain écrit, coproduit et réalisé par Esteban Bravo et Beth David, sorti en 2017. Il s'agit d'un des tout premiers dessins animés sur l'amour homosexuel.

## Synopsis
Un jeune garçon amoureux d'un de ses camarades fait son coming out malgré lui lorsque son cœur sort de sa poitrine pour courir après le garçon de ses rêves.

## Fiche technique
- Titre original : In a Heartbeat
- Réalisation et scénario : Esteban Bravo et Beth David
- Son : Nicholas J. Ainsworth
- Montage : Michael Kahn
- Musique : Arturo Cardelús
- Production : Esteban Bravo et Beth David
- Société de production : Ringling College of Art Design
- Société de distribution : YouTube
- Pays d'origine :  États-Unis
- Langue originale : anglais
- Format : couleur
- Genre : animation romantique
- Durée : 4 minutes
- Date de sortie :
  - États-Unis : 1er juin 2017 (Sarasota en Floride)

## Production
Les deux étudiants américains Esteban Bravo et Beth David du Ringling School of Art and Design à Sarasota en Floride réalisent ce court-métrage sur l'homosexualité, « un sujet qui n'a jamais vraiment été abordée dans les films d'animation. C’est très important pour nous de promouvoir un message d’acceptation auprès de toutes les personnes LGBT qui ont du mal à assumer leur sexualité, ce qui est exactement ce qui arrive à Sherwin [le personnage]. »
Pour le besoin d'un metteur en son et d'un compositeur de ce court-métrage, ils s'inscrivent en novembre 2016 sur Kickstarter pour demander un financement participatif de 3 000 de dollars en tout : ils réunissent bien plus de 14 000 de dollars,.

## Accueil

### Sortie
In a Heartbeat est mis en ligne le 31 juillet 2017 sur YouTube, suivi d'environ 2 000 000 de vues en moins de vingt-quatre heures. Selon Allociné en 2 août 2017, il compte plus de 5 000 000 de vues, avec 600 000 « j'aime » et près de 80 000 commentaires.

### Accueil critique
Pour Aymeric Parthonnaud de RTL ce court-métrage « est techniquement impeccable et emploie une technique d'animation qui n'a rien à envier des grands Disney ou Pixar. Il provoque le rire, la peur, les larmes et toute une palette d'émotions en un temps record. Et il ose. »
Diane Lestage du Figaro ne s'empêche de dire que « ce court-métrage adorable met un avant un sujet peu exploré dans l'animation. Les deux jeunes ont su parfaitement l'aborder, avec humour et poésie et n'ont pas à rougir devant les maîtres du genre que sont Disney ou Pixar. »